# Бюст (паметник)
Вижте пояснителната страница за други значения на Бюст.
Бюст-паметникът (или само бюст) е сред най-разпространените видове скулптурен портрет.
Представлява изображение на човек до пояса (главата, раменете и торса), поставено върху постамент, наречен пиедестал. Най-често използваните материали за бюст-паметници са мрамор, бронз, гранит.
Този формат е често използван при изобразяването на политически, военни и културни дейци. Разпространен е още в Древен Египет и Древна Гърция, но се радва на особена популярност в Древен Рим по време на императорската епоха. Сред най-известните бюстове е този на Нефертити.
Бюстовете като цяло са често срещан елемент в парковата архитектура. Голяма колекция бюст-паметници на открито се намира на територията на Борисовата градина в София.